# Olivetti Divisumma 18
La Divisumma 18 è una calcolatrice elettronica portatile realizzata dalla Olivetti, attraverso cui l'azienda entrò nel mercato delle elettroniche portatili.
Grazie al design di Mario Bellini che si avvalse della collaborazione di Dario De Diana, Alessandro De Gregori, Derk Jan De Vries, Antonio Macchi Cassia, Gianni Pasini e Sandro Pasqui la calcolatrice ebbe successo, sebbene fosse costosa e destinata di partenza a un mercato limitato, tanto da essere inserita nella collezione permanente del MOMA di New York.

## Descrizione
La calcolatrice elettronica era capace di svolgere le quattro operazioni matematiche fondamentali (somma, sottrazione, moltiplicazione e divisione), con capacità di impostazione di dodici cifre.
La calcolatrice aveva un'autonomia di carica di cinque ore e richiedeva un periodo di ricarica di dodici ore. Il caricabatterie era un modulo della stessa forma e colore della calcolatrice e veniva collegato a sinistra accanto alla stampante.
Il corpo è realizzato in plastica ABS mentre la tastiera era ricoperta di gomma morbida della stessa tonalità di colore.
La stampante usava uno speciale tipo di carta elettrosensibile il cui rotolo poteva essere sostituito da un pannello sul sottostante.